# Wszyscy kochają kasę
Wszyscy kochają kasę – trzeci singel z trzeciego albumu studyjnego Krzysztofa "K.A.S.Y." Kasowskiego pt. K.A.S.A. no. 3. Zawiera 4 wersje utworu Wszyscy kochają kasę oraz koncertową wersję utworu Wino marki wino, zarejestrowaną 14 listopada 1998 w Radiu Wawa.
Do utworu Wszyscy kochają kasę powstał teledysk, który został nakręcony w Nowym Jorku – tego samego miasta, w którym nagrywano ten utwór.

## Lista utworów
Opracowano na podstawie materiału źródłowego.
1. Wszyscy kochają kasę (wersja radiowa) – 3:36
2. Wszyscy kochają kasę (wersja albumowa) – 3:53
3. Wszyscy kochają kasę (remix) – 4:43
4. Wino marki wino (wersja koncertowa) – 3:42
5. Sample (Wszyscy kochają kasę) – 1:19

Łączny czas: 17:13

## Twórcy
- Krzysztof Kasowski – śpiew, muzyka, teksty, producent
- Andrzej Zieliński (Right Track Recording) – realizacja
- Izabela Janicka-Jończyk – menadżerka
- Studio Graficzne Stumilowy – projekt okładki